# Viktor Alksnis
Viktor Imantovič Alksnis (rusky Виктор Имантович Алкснис, lotyšsky Viktors Alksnis; 21. června 1950 Taštagol – 1. ledna 2025) byl ruský politik lotyšského původu.
Byl vnukem Jakova Alksnise, důstojníka Rudé armády popraveného za Velké čistky. Narodil se ve vyhnanství na Sibiři, v roce 1957 mu bylo dovoleno žít v Rize, kde vystudoval školu pro vojenské letce. V Sovětském letectvu získal hodnost plukovníka a medaili Za bojové zásluhy.
V roce 1989 byl zvolen na Sjezd lidových poslanců SSSR a v roce 1990 se stal členem Nejvyššího sovětu Lotyšské SSR. Profiloval se jako jeden z hlavních konzervativců a odpůrců Michaila Sergejeviče Gorbačova, pro své militantní postoje získal přezdívku „černý plukovník“. Odmítal snahu o nezávislost Lotyšska a zastával se ruské menšiny, po rozpadu Sovětského svazu byl zbaven poslaneckého mandátu a propuštěn z armády, pak se usadil ve vsi Tučkovo u Moskvy.
V roce 1992 byl jedním ze zakladatelů Fronty národní spásy, usilující o svržení Borise Jelcina a návrat k sovětským pořádkům. V letech 1999 až 2007 byl poslancem Státní dumy za strany Ruský všelidový svaz a Vlast. Patřil k ruským nacionalistům, podporoval nezávislost Podněstří a připojení Krymu k Rusku. Před prezidentskými volbami v roce 2018 se zapojil do kampaně Pavla Grudinina.
Vystupoval jako zastánce svobodného softwaru a podpořil Alexandra Ponosova, učitele souzeného za nelegální užívání programů.